# Roseline Éloissaint
Roseline Éloissaint, née le 20 février 1999 à Miragoâne, est une footballeuse internationale haïtienne évoluant au poste d'attaquante au FC  Nantes.

## Biographie

### Carrière en club
Star de l'AS Tigresses, Roseline Éloissaint se rend au Canada en 2019 pour évoluer à l'AS Blainville puis avec les Citadins de l'UQAM.
Après un essai en janvier 2020, elle signe en février au FC Nantes évoluant en D2.
En juillet 2023, elle devient une joueuse du RC Strasbourg. 
Elle effectue son retour au FC Nantes pour la saison 2024-2025. 

### Carrière en sélection
Roseline Éloissaint évolue en 2018 avec la sélection haïtienne des moins de 20 ans (en), elle dispute notamment la Coupe du monde U20 se déroulant en France.
Elle est appelée en équipe nationale d'Haïti depuis 2018 et participe notamment aux différents matchs de qualifications pour les compétitions internationales, mais aussi aux 2018 CFU Women's Challenge Series (en) où elle inscrit deux buts.

## Statistiques
| Saison                | Club                  | Championnat           | Championnat | Championnat | Coupe(s) nationale(s) | Coupe(s) nationale(s) | Total | Total |
| Saison                | Club                  | Division              | M.          | B.          | M.                    | B.                    | M.    | B.    |
| 2019-2020             | FC Nantes             | Division 2            | 2           | 0           | -                     | -                     | 2     | 0     |
| 2020-2021             | FC Nantes             | Division 2            | 6           | 0           | -                     | -                     | 6     | 0     |
| 2021-2022             | FC Nantes             | Division 2            | 20          | 4           | 5                     | 1                     | 25    | 5     |
| 2022-2023             | FC Nantes             | Division 2            | 18          | 3           | 2                     | 1                     | 20    | 4     |
| Sous-total            | Sous-total            | Sous-total            | 46          | 7           | 7                     | 2                     | 53    | 9     |
| 2023-2024             | RC Strasbourg         | Division 2            | -           | -           | -                     | -                     | 0     | 0     |
| Total sur la carrière | Total sur la carrière | Total sur la carrière | 46          | 7           | 7                     | 2                     | 53    | 9     |

### En sélection

#### Matchs internationaux
Le tableau suivant liste les rencontres de l'équipe d'Haïti dans lesquelles Roseline Éloissaint a été sélectionnée depuis le 19 avril 2018 jusqu'à présent.